# Foo Fighters
Foo Fighters este o formație rock americană, formată în Seattle în 1994. Trupa a fost fondată de către fostul baterist al formației Nirvana, Dave Grohl, ca un proiect one-man, ca urmare a decesului lui Kurt Cobain și în rezultat desființarea formației Nirvana. Grupul își are denumirea de la OZNuri și diferite fenomene aeriene raportate de piloții aeronavelor aliaților în cel de-al Doilea Război Mondial, cunoscute per ansamblu ca foo fighter.
Înainte de lansarea albumului de debut al Foo Fighters în 1995, Foo Fighters, care-l prezintă pe Grohl ca unicul membru oficial, Grohl i-a recrutat pe basistul Nate Mendel și pe bateristul William Goldsmith, ambii foști membri ai Sunny Day Real Estate, dar și pe fostul coleg de turnee de la Nirvana, Pat Smear, ca chitarist pentru a completa componența.
O lovitură grea pe care grupul a suferit-o a fost moartea subită a lui Taylor Hawkins, în 2022, când a fost găsit mort în camera de hotel din Bogota, Columbia. Cauza morții a fost indicată de o supradoză accidentală. Decesul acestuia nu i-a făcut să se destrame, deși fiind unul dintre membrii importanți ai grupului, au reușit să se regăsească, astfel încât Josh Freese s-a alăturat câteva luni mai târziu ca membru oficial, lansând un album nou, în 2023.

## Membrii formației
Membri actuali
- Dave Grohl – vocal, chitară solo și ritmică, chitară bas, baterie (1994–prezent)
- Nate Mendel – chitară bas (1995–prezent)
- Pat Smear – chitară ritmică (1995–1997), (2006–2010) (turnee), (2010–prezent)
- Taylor Hawkins – baterie, back vocal (1997–2022)
- Chris Shiflett – chitară solo, back vocal (1999–prezent)
- Rami Jaffee – clape, pian, orgă, acordeon, harmonică (2006–2017) (turnee), (2017–prezent)

Foști membri
- William Goldsmith – baterie (1995–1997)
- Franz Stahl – chitară solo, back vocal (1997–1999)

Membrii actuali
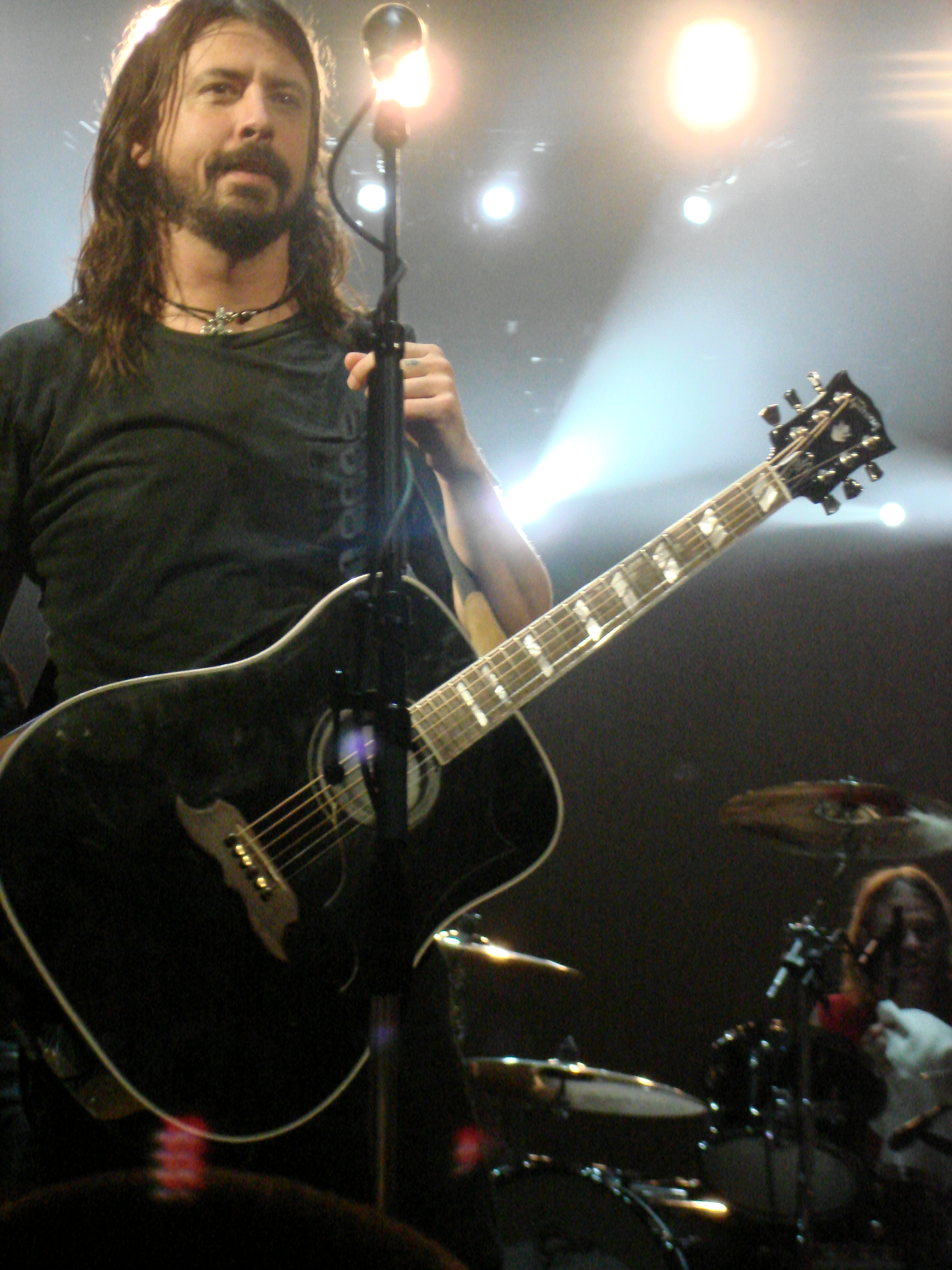
Dave Grohl
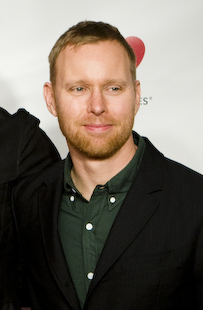
Nate Mendel
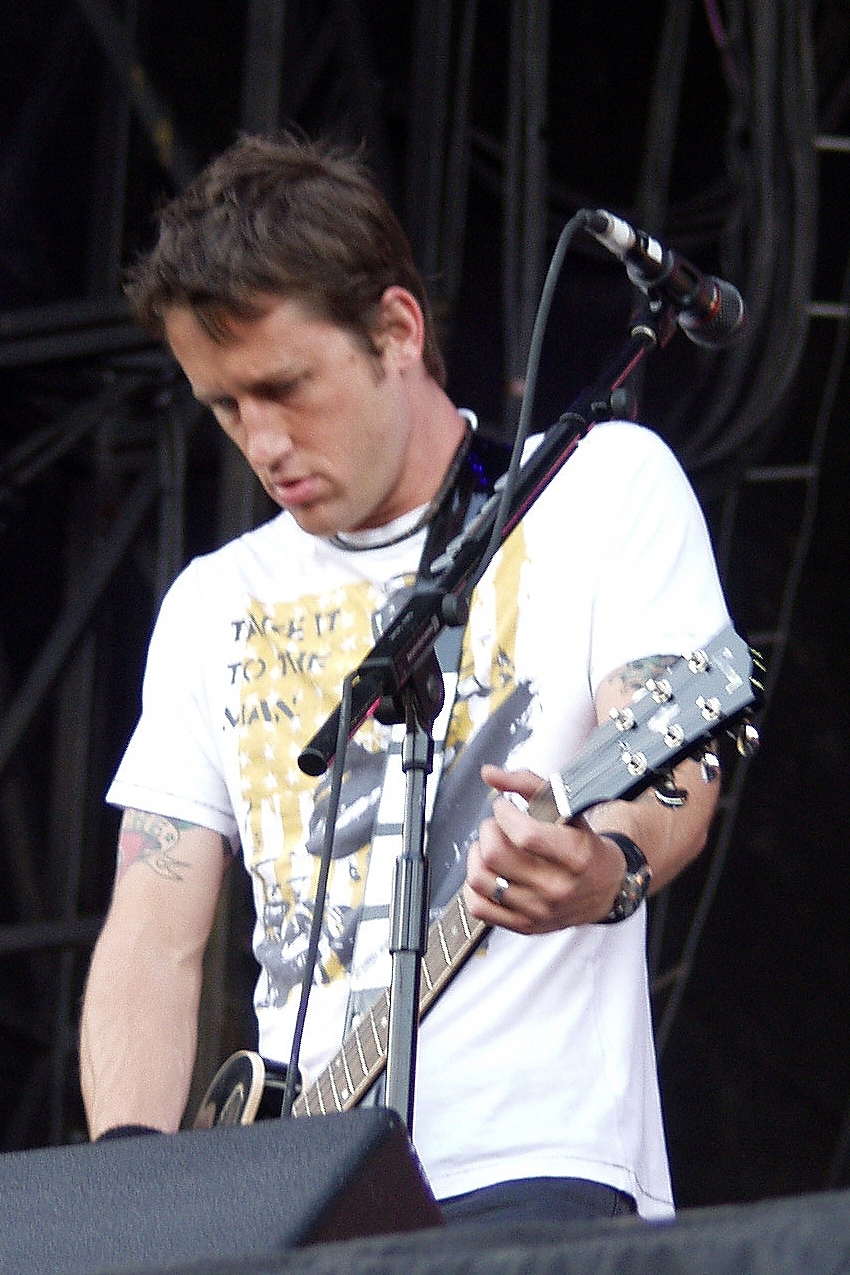
Chris Shiflett
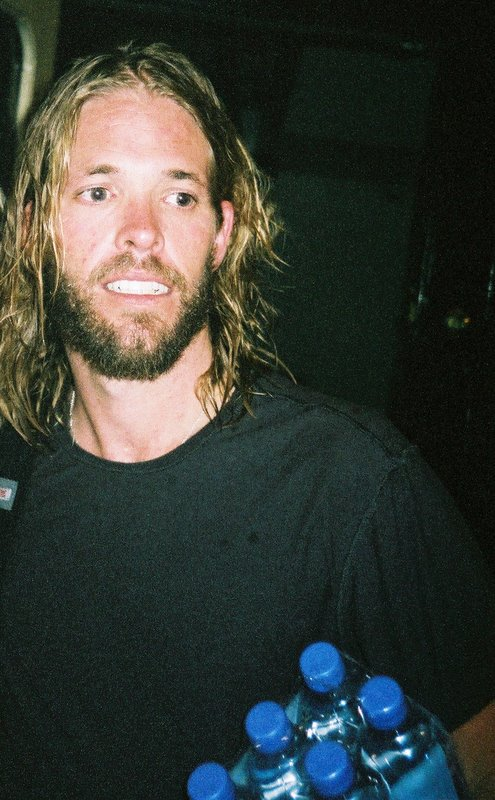
Taylor Hawkins
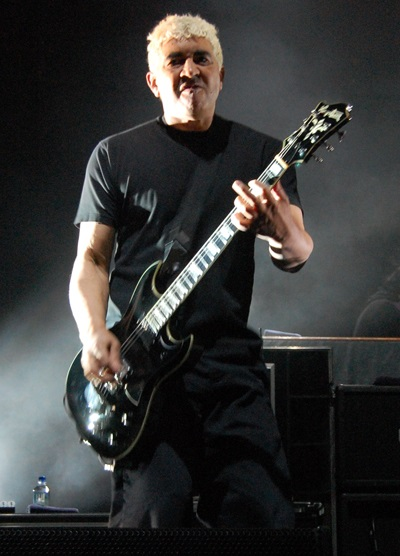
Pat Smear

## Discografie

### Albume de studio
| 1995 : Foo Fighters (Roswell/ Capitol Records ) This Is a Call (3:53) I'll Stick Around (3:52) Big Me (2:12) Alone+Easy Target (4:05) Good Grief (4:01) Floaty (4:30) Weenie Beenie (2:45) Oh, George (3:00) For All the Cows (3:30) X-Static (4:13) Wattershed (2:15) Exhausted (5:45) |

| 1997 : The Colour and the Shape (Roswell/ Capitol Records ) Doll (1:23) Monkey Wrench (3:51) Hey, Johnny Park! (4:08) My Poor Brain (3:33) Wind Up (2:32) Up In Arms (2:15) My Hero (4:20) See You (2:26) Enough Space (Grohl) (2:37) February Stars (4:49) Everlong (Grohl) (4:10) Walking After You (Grohl) (5:03) New Way Home (5:40) |

| 1999 : There Is Nothing Left to Lose ( RCA Records ) Stacked Actors (4:17) Breakout (3:21) Learn To Fly (3:58) Gimme Stitches (3:42) Generator (3:48) Aurora (5:50) Live-In Skin (3:53) Next Year (4:37) Headwires (4:38) Ain't It The Life (4:17) M.I.A. (4:03) |

| 2002 : One by One ( RCA Records ) All My Life (4:23) Low (4:28) Have It All (4:58) Times Like These (4:26) Disenchanted Lullaby (4:33) Tired Of You (5:12) Halo (5:06) Lonely As You (4:37) Overdrive (4:30) Burn Away (4:59) Come Back (7:49) |

| 2005 : In Your Honor ( RCA Records ) CD1 In Your Honor (3:50) No Way Back (3:17) Best of You (4:16) DOA (4:12) Hell (1:57) The Last Song (3:19) Free Me (4:39) Resolve (4:49) The Deepest Blues Are Black (3:58) End Over End (5:52) CD2 Still (5:15) What If I Do? (5:02) Miracle (3:29) Another Round (4:25) Friend of a Friend (3:13) Over and Out (5:16) On the Mend (4:31) Virginia Moon (3:49) Cold Day in the Sun (3:20) Razor (4:53) |

| 2007 : Echoes, Silence, Patience and Grace ( RCA Records ) The Pretender (4:29) Let It Die (4:05) Erase/Replace (4:13) Long Road To Ruin (3:44) Come Alive (5:10) Stranger Things Have Happened (5:21) Cheer Up, Boys (Your Make Up Is Running) (3:41) Summer's End (4:37) Ballad Of The Beaconsfield Miners (2:32) Statues (3:47) But, Honestly (4:35) Home (4:52) |

| 2011 : Wasting Light ( RCA Records ) Bridge Burning (4:46) Rope (4:19) Dear Rosemary (4:26) White Limo (3:22) Arlandria (4:28) These Days (4:58) Back & Forth (3:52) A Matter of Time (4:36) Miss the Misery (4:33) I Should Have Known (4:15) Walk (4:16) |

| 2014 : Sonic Highways ( Roswell / RCA Records ) Conținutul acestui album nu este specificat. |                                              |
| Caution                                                                                      | Conținutul acestui album nu este specificat. |

| 2017 : Concrete and Gold ( Roswell / RCA Records ) Conținutul acestui album nu este specificat. |                                              |
| Caution                                                                                         | Conținutul acestui album nu este specificat. |

### Album în concert
| 2006 : Skin and Bones ( RCA Records ) Razor (6:48) Over and Out (5:56) Walking After You (5:18) Marigold (3:19) My Hero (4:51) Next Year (4:34) Another Round (4:55) Big Me (3:01) Cold Day in the Sun (3:26) Skin and Bones (4:00) February Stars (5:51) Times Like These (5:25) Friend of a Friend (4:01) Best of You (5:02) Everlong (6:37) |

### Compilații
| 2009 : Greatest Hits ( RCA Records ) All My Life (4:24) Best of You (4:16) Everlong (4:10) The Pretender (4:27) My Hero (4:19) Learn to Fly (3:56) Times Like These (4:28) Monkey Wrench (3:53) Big Me (2:14) Breakout (3:22) Long Road to Ruin (3:48) This Is a Call (3:55) Skin and Bones (4:04) Wheels (4:38) Word Forward (3:49) Everlong (4:11) |

| 2011 : Medium Rare (Roswell/ RCA Records ) Band on the Run (reprise des Wings) Radio 1 Established 1967 (5:08) I Feel Free (2:56) Life of Illusion (3:40) Young Man Blues (5:28) Bad Reputation (2:33) Darling Nikki (3:24) Down in the Park (4:07) Baker Street (5:39) Danny Says (2:59) Have a Cigar (n: I) Never Talking to You Again (1:45) Gas Chamber (0:57) This Will Be Our Year (2:44) |

### EP
| 2005 : Five Songs and a Cover ( RCA Records ) Best of You (4:41) DOA (4:11) Skin and Bones (3:37) World (5:40) I Feel Free (2:56) FFL [Fat Fucking Lie] (2:29) |

| 2015 : Songs from the Laundry Room ( RCA Records ) Alone + Easy Target (5:16) Big Me (2:19) Kids in America (3:40) Empty Handed (1:47) |

| 2015 : Saint Cecilia ( RCA Records ) Saint Cecilia (3:40) Sean (2:11) Savior Breath (3:11) Iron Rooster (4:11) The Neverending Sigh (4:45) |